# Käringmyren
Käringmyren är ett naturreservat i Strömsunds kommun i Jämtlands län.
Området är naturskyddat sedan 2016 och är 95 hektar stort. Reservatet omfattar nedre delen av Järvnäsbergets västsluttning och består av granskog och våtmarker med rikkärr.